# Otto Brahm

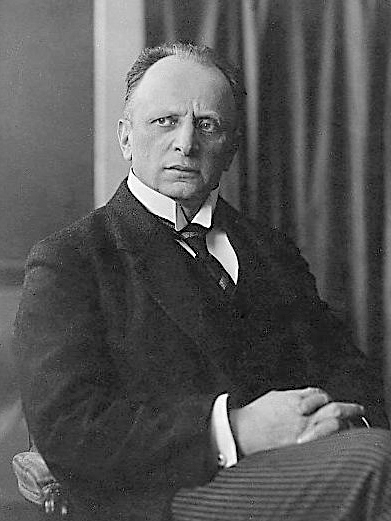
Otto Brahm 1905.

Otto Brahm, född 5 februari 1856, död 28 november 1912, var en tysk teaterledare och litteraturhistoriker.
Brahm grundade 1889 i Berlin den så kallade Freie Bühne, och ledde 1894–1904 Deutsches Theater samt från 1904 Lessingtheater i Berlin. Som teaterledare förde Brahm en framstående såväl modern som klassisk repertoar, och skapade särskilt på Deutsches Theater en berömd ensemble med den modernare naturligare spelstilen, och bildade en epok i modern tysk teater.
Bland hans övriga betydelsefulla insatser märks hans framföranden av Gerhart Hauptmanns tidigare verk. Brahm utgav Das deutsche Ritterdama de 18. Jahrhunderts (1880), Heinrich von Kleist (1884), Friedrich Schiller (1888-92) med flera. Brahms Kritische Schriften utgavs efter hans död i två band (1913-14).